# Pacta nuda
Pacta nuda (łac. dosłownie 'umowy nagie') – w prawie rzymskim umowy zawarte nieformalnie (w przeciwieństwie do kontraktów – umów zawartych z zachowaniem przewidzianych formalności).
Umowy takie nie rodziły zobowiązania wedle zasady Ex nudo pacto inter cives Romanos actio non nascitur (z samego paktu między obywatelami rzymskimi skarga nie powstaje), a jedynie podstawę do obrony pozwanego w procesie w myśl zasady nuda pactio obligationem non parit, sed parit exceptionem ("sama umowa nie tworzy zobowiązania lecz powoduje powstanie zarzutu procesowego").
Przykładem była umowa o darowaniu długu lub odroczeniu jego spłaty (pactum de non petendo). 
Stopniowo część zawieranych nieformalnie umów została uznana za zaskarżalne (pacta vestita 'umowy odziane').